# Breaking News med Filip och Fredrik
Breaking News med Filip och Fredrik var en svensk pratshow i TV med Filip och Fredrik under åren 2011–2018. Serien direktsändes i Kanal 5 under sex veckor fyra gånger i veckan med start den 22 augusti 2011. Under varje show bjöds ett antal gäster in för att diskutera aktuella ämnen. Mat- och dryckeshistorikern Edward Blom var med flera gånger och bjöd på drinkar som han blandade ihop på studiobordet.
Säsong 2 hade premiär 20 augusti 2012. Även den direktsändes under sex veckor fyra gånger i veckan. 2013 sändes säsong 3, reducerat till 16 avsnitt, och hade Arvingarna som husband. Programmet vann Kristallen 2014 i kategorin "Årets fakta- och aktualitetsprogram".
Säsong 4 sändes måndag till torsdag i fem veckor från 18 maj 2015. Ett nytt moment var "Underhåll Sverige i en minut" där tittare får chansen att charma svenskarna.

## Säsonger

### Säsong 1 (2011)
| Vecka   | Avsnitt | Datum        | Innehåll |
| ------- | ------- | ------------ | --- |
| Vecka 1 | 1       | 22 augusti   | Libyen, Plurarättegång och Reinfeldt. Jonas Hassen Khemiri, Jan Eliasson och Camilla Läckberg.                                                  |
| Vecka 1 | 2       | 23 augusti   | Veteranbrott och extrema mäklarannonser. AnnBritt Grünewald och Börge Hellström.                                                                |
| Vecka 1 | 3       | 24 augusti   | Kamprad och Hitlers champagne. Filip & Fredrik dricker av Hitlers egen champagne från bunkern. Patrik Mörck, Edward Blom, Stig-Björn Ljunggren. |
| Vecka 1 | 4       | 25 augusti   | Steve Jobs, botox och en hundraåring. |
| Vecka 1 | 5       | 27 augusti   | Veckosammanfattning |
|         |         |              | |
| Vecka 2 | 6       | 29 augusti   | 82 år och nya bröst. Orkanen Irene och hockeyspelaren Mike Danton.                                                                              |
| Vecka 2 | 7       | 30 augusti   | Värdetransportrån och Tommy Körberg om kändisskap. Liam Norberg.                                                                                |
| Vecka 2 | 8       | 31 augusti   | Håkan Hellström och vin & varmkorv. Edward Blom reder ut vilken sorts alkoholhaltig dryck som passar bäst i en korvkiosk.                       |
| Vecka 2 | 9       | 1 september  | Måns Herngren om Nordkorea och Morgan Spurlock. Häst i studion.                                                                                 |
|         |         |              | |
| Vecka 3 | 10      | 5 september  | Tårtning, framtidens mat och David Batra. |
| Vecka 3 | 11      | 6 september  | Ola Lindholm, tunnhårighet och fängelsesimning                                                                                                  |
| Vecka 3 | 12      | 7 september  | Perverterade politiker och bacondrinkar. Fredrick Federley, Katerina Janouch. Edward Blom blandar bacondrinkar.                                 |
| Vecka 3 | 13      | 8 september  | Gulliga hundar, fängelser och 11 september. Dogge Doggelito korar Sveriges sötaste hund.                                                        |
|         |         |              | |
| Vecka 4 | 14      | 12 september | Vad gör Kanye West i stan? |
| Vecka 4 | 15      | 13 september | Småland, fokus på Kina, och en simulerad orkan.                                                                                                 |
| Vecka 4 | 16      | 14 september | Felix Herngren, Maria Wetterstrand och Edward Blom. Edward Blom blandar miljödrink.                                                             |
| Vecka 4 | 17      | 15 september | Guillou, Sveriges sötaste pensionär och Lilly Badou. Jan Guillou utser de skurkigaste länderna, Lilly Badou recenserar TV.                      |
|         |         |              | |
| Vecka 5 | 18      | 19 september | Lökar, möss och moralpanik. Jessika Gedin och Ulf Stark pratar om moralpaniken i barnboksbranschen.                                             |
| Vecka 5 | 19      | 20 september | Ken Ring, konspirationsteorier och fredspipor. Anders Kraft, Ken Ring.                                                                          |
| Vecka 5 | 20      | 21 september | Niklas Strömstedt, Berlusconi och Melodifestivalen. Niklas Strömstedt sjunger på Somaliska.                                                     |
| Vecka 5 | 21      | 22 september | Ett försök till upprättelse. Dricker sig fulla i direktsändning                                                                                 |
|         |         |              | |
| Vecka 6 | 22      | 26 september | Leif Pagrotsky om bilden av Sverige. Thomas Järvheden                                                                                           |
| Vecka 6 | 23      | 27 september | Måns Zelmerlöw och Google. Janne Schaffer. |
| Vecka 6 | 24      | 28 september | Tomas Alfredson, Andreas Wilson och världens gladaste DJ                                                                                        |
| Vecka 6 | 25      | 29 september | Oldsberg, Bodström och Annie Lööf. Ingvar Oldsberg, Thomas Bodström och Hollywoodfrun Agnes-Nicole Winter.                                      |

### Säsong 2
| Vecka                        | Avsnitt | Datum             | Tittarsiffror | Innehåll |
| ---------------------------- | ------- | ----------------- | ------------- | --- |
| Vecka 1                      | 1       | 20 augusti 2012   | 192 000       | Fares Fares och Ann Heberlein |
| Vecka 1                      | 2       | 21 augusti 2012   | 173 000       | Sarah Dawn Finer |
| Vecka 1                      | 3       | 22 augusti 2012   | 203 000       | Robinson-Robban |
| Vecka 1                      | 4       | 23 augusti 2012   | 142 000       | Plura är gäst och pratar om att vara full i tv. Soran Ismail i studion.                                                                  |
|                              |         |                   |               | |
| Vecka 2                      | 5       | 27 augusti 2012   | 200 000       | Martina Haag om löpning |
| Vecka 2                      | 6       | 28 augusti 2012   | 191 000       | Ulf Brunnberg |
| Vecka 2                      | 7       | 29 augusti 2012   | 147 000       | 50 Cent |
| Vecka 2                      | 8       | 30 augusti 2012   | 134 000       | Ha d gott Glenn Hysén |
|                              |         |                   |               | |
| Vecka 3                      | 9       | 3 september 2012  | 153 000       | Laila Bagge Wahlgren, Isabella Löwengrip och Ian Haugland                                                                                |
| Vecka 3                      | 10      | 4 september 2012  | 223 000       | Live från Kristallens efterfest |
| Vecka 3                      | 11      | 5 september 2012  | 197 000       | Marcus Birro och djur med Jonas Wahlström.                                                                                               |
| Vecka 3                      | 12      | 6 september 2012  | 131 000       | Timbuktu och teckentolkaren Tommy Krångh                                                                                                 |
|                              |         |                   |               | |
| Vecka 4                      | 13      | 10 september 2012 | 197 000       | Leif Mannerström och Aron Gabrielsson. Ametist Azordegan, Agneta Sjödin, Sigrid Bárány                                                   |
| Vecka 4                      | 14      | 11 september 2012 | 130 000       | Lasse Kronér. Andreas Carlsson, Jörgen Jönsson, Jan Guillou, Agneta Sjödin                                                               |
| Vecka 4                      | 15      | 12 september 2012 | 194 000       | Henrik Schyffert och Ted Persson om iPhone 5. Timbuktus skrivbord. Rebecka Liljeberg, läkare                                             |
| Vecka 4                      | 16      | 13 september 2012 | 179 000       | Christine Meltzer, Joshua Radin, Bengt Frithiofsson & söta djur. Özz Nûjen                                                               |
|                              |         |                   |               | |
| Vecka 5                      | 17      | 17 september 2012 | 158 000       | Anders ”Arga snickaren” Öfvergård och Timbuktus skrivbord                                                                                |
| Vecka 5                      | 18      | 18 september 2012 | 207 000       | Martin Björk |
| Vecka 5                      | 19      | 19 september 2012 | 173 000       | Eva Dahlgren och David Batra |
| Vecka 5                      | 20      | 20 september 2012 | 146 000       | Mark Levengood. |
|                              |         |                   |               | |
| Vecka 6                      | 21      | 24 september 2012 | 129 000       | Pernilla Wahlgren och lyckliga ryska slut                                                                                                |
| Vecka 6                      | 22      | 25 september 2012 | 170 000       | Josephine Bornebusch |
| Vecka 6                      | 23      | 26 september 2012 | 205 000       | Felix Herngren |
| Vecka 6                      | 24      | 27 september 2012 | 141 000       | Säsongsavslutning med Gunilla Persson & Lasse Kronér. Daniel Lindström, Åsa Linderborg, Robert Laul, Jan Guillou, Josefin Lysell, läkare |
|                              |         |                   |               | |
| Tittarsiffror, medel: 171458 |         |                   |               | |

### Säsong 3
| Vecka                        | Datum             | Tittarsiffror | Innehåll |
| ---------------------------- | ----------------- | ------------- | --- |
| Vecka 1                      | 2 september 2013  | 160 000       | Felix Herngren och Martin Melin |
| Vecka 1                      | 3 september 2013  | 147 000       | Joe Labero och Michael Mosley |
| Vecka 1                      | 4 september 2013  | 110 000       | Smörprovning med Edward Blom och Ralf Gyllenhammar. Barack Obamas Sverigebesök och Prinsessan Madeleines graviditet.                                                                                          |
| Vecka 1                      | 5 september 2013  | 108 000       | En blind filmrecensent! En kobra! Pär Lernström! Jordens märkligaste kvinnas nya brytning! |
|                              |                   |               | |
| Vecka 2                      | 9 september 2013  | 116 000       | Inger Nilsson, Seba Alón, Martin Ekelin, Glenn Hysén och Morgan & Ola-Conny |
| Vecka 2                      | 10 september 2013 | 170 000       | Patrik Sjöberg och Thomas Ravelli |
| Vecka 2                      | 11 september 2013 | 134 000       | Oanständig morot. Edward Blom blandade dippsåser och morotscocktails, Marie Serneholt och Dogge Doggelito. Filip rökte "världens största joint".                                                              |
| Vecka 2                      | 12 september 2013 | 161 000       | Carina Berg, Mikael Gunnarsson (m), Patrik Sjöberg sover, Martin Melin |
|                              |                   |               | |
| Vecka 3                      | 16 september 2013 | 147 000       | Johan Glans och Anders Jansson |
| Vecka 3                      | 17 september 2013 | 104 000       | Martin Schibbye och Johan Persson |
| Vecka 3                      | 18 september 2013 | 159 000       | Måns Zelmerlöw och Edward Blom blandade ubåtsdrinkar |
| Vecka 3                      | 19 september 2013 | 110 000       | David Batra och Robin Paulsson, Madeleine Ilmrud |
|                              |                   |               | |
| Vecka 4                      | 23 september 2013 | 165 000       | Soran Ismail och Magnus Betnér |
| Vecka 4                      | 24 september 2013 | 125 000       | Orup |
| Vecka 4                      | 25 september 2013 | 193 000       | Maria Montazami intervjuades och bjöd på vin. Oktoberfest Edward Blom bjöd på bayersk öl, hans fru Gunilla Kinn var klädd i bayersk dirndl. Alla drack Oktoberöl. Filip och Fredrik jagade en flygande dildo. |
| Vecka 4                      | 26 september 2013 | 145 000       | Carolina Gynning och Alexander Gustafsson |
|                              |                   |               | |
| Tittarsiffror, medel: 140875 |                   |               | |

### Säsong 4
| Vecka                        | Datum        | Tittarsiffror | Innehåll |
| ---------------------------- | ------------ | ------------- | --- |
| Vecka 1                      | 18 maj 2015  | 176 000       | |
| Vecka 1                      | 19 maj 2015  | 100 000       | |
| Vecka 1                      | 20 maj 2015  | 145 000       | |
| Vecka 1                      | 21 maj 2015  | 91 000        | Debatt om "Täby-Sverige". Filip och Fredrik klarade sig "jättebra" enligt Hammar. Gäster: Jonas Lundqvist, Jesper Börjesson, Ebba Witt-Brattström, Leila Lindholm |
|                              |              |               | |
| Vecka 2                      | 25 maj 2015  | 123 000       | |
| Vecka 2                      | 26 maj 2015  | 151 000       | |
| Vecka 2                      | 27 maj 2015  | 148 000       | |
| Vecka 2                      | 28 maj 2015  | 142 000       | |
|                              |              |               | |
| Vecka 3                      | 1 juni 2015  | 133 000       | |
| Vecka 3                      | 2 juni 2015  | 199 000       | |
| Vecka 3                      | 3 juni 2015  | 123 000       | |
| Vecka 3                      | 4 juni 2015  | 160 000       | |
|                              |              |               | |
| Vecka 4                      | 8 juni 2015  | 82 000        | Hammar medverkar live från så mycket bättre-inspelningen. Jessika Almenäs ersätter Hammar i studion. Programmet börjar senare på grund av landskamp i fotboll     |
| Vecka 4                      | 9 juni 2015  | 157 000       | |
| Vecka 4                      | 10 juni 2015 | 126 000       | Rebecca o Fiona åker studentflak. Christine Meltzer, Carina Berg                                                                                                  |
| Vecka 4                      | 11 juni 2015 | 104 000       | |
|                              |              |               | |
| Vecka 5                      | 15 juni 2015 | 146 000       | |
| Vecka 5                      | 16 juni 2015 | 129 000       | |
| Vecka 5                      | 17 juni 2015 | 67 000        | Alice Bah Kuhnke och Mårten Andersson gästade |
| Vecka 5                      | 18 juni 2015 | 107 000       | |
|                              |              |               | |
| Tittarsiffror, medel: 130450 |              |               | |

### Säsong 5
| Vecka                        | Datum             | Tittarsiffror | Innehåll                                                                           |
| ---------------------------- | ----------------- | ------------- | ---------------------------------------------------------------------------------- |
| Vecka 1                      | 4 september 2016  | 195 000       | Olof Lundh, Robert Aschberg                                                        |
|                              |                   |               |                                                                                    |
| Vecka 2                      | 5 september 2016  | 111 000       | Pernilla Wahlgren, Bianca Wahlgren Ingrosso, Lars Lerin, Tomas "Vin-Tomas" Nilsson |
| Vecka 2                      | 7 september 2016  | 149 000       | Pernilla August, Martin Sköld, Föräldrapanelen med Ida Therén, Simon Sköld         |
| Vecka 2                      | 8 september 2016  | 101 000       | Eva Dahlgren                                                                       |
|                              |                   |               |                                                                                    |
| Vecka 3                      | 12 september 2016 | 95 000        | Tomas "Vin-Tomas" Nilsson                                                          |
| Vecka 3                      | 13 september 2016 | 145 000       |                                                                                    |
| Vecka 3                      | 14 september 2016 | 97 000        |                                                                                    |
| Vecka 3                      | 15 september 2016 | 90 000        |                                                                                    |
|                              |                   |               |                                                                                    |
| Vecka 4                      | 19 september 2016 | 74 000        | Helena Bergström, Tomas "Vin-Tomas" Nilsson                                        |
| Vecka 4                      | 20 september 2016 | 94 000        |                                                                                    |
| Vecka 4                      | 21 september 2016 | 76 000        |                                                                                    |
| Vecka 4                      | 22 september 2016 | 90 000        | Sexpanelen med Tora Rydelius, Ida Therén                                           |
|                              |                   |               |                                                                                    |
| Vecka 5                      | 26 september 2016 | 75 000        | Robert Gustafsson, Johan Rheborg, Tomas "Vin-Tomas" Nilsson                        |
| Vecka 5                      | 27 september 2016 | 95 000        |                                                                                    |
| Vecka 5                      | 28 september 2016 | 101 000       |                                                                                    |
| Vecka 5                      | 29 september 2016 | 120 000       | Sexpanelen med Tora Rydelius, Ida Therén                                           |
|                              |                   |               |                                                                                    |
| Vecka 6                      | 3 oktober 2016    | 102 000       | Thorsten Flinck, Tomas "Vin-Tomas" Nilsson                                         |
| Vecka 6                      | 4 oktober 2016    | 73 000        | Debatt mellan CUF och KDU                                                          |
| Vecka 6                      | 5 oktober 2016    | 112 000       |                                                                                    |
| Vecka 6                      | 6 oktober 2016    | 123 000       |                                                                                    |
|                              |                   |               |                                                                                    |
| Vecka 7                      | 11 oktober 2016   | 94 000        |                                                                                    |
| Vecka 7                      | 12 oktober 2016   | 106 000       |                                                                                    |
| Vecka 7                      | 13 oktober 2016   | 100 000       |                                                                                    |
| Tittarsiffror, medel: 105130 |                   |               |                                                                                    |

## Tittarsiffror
Efter sju sända avsnitt av säsong ett hade "Breaking News" i snitt lockat 181 000 tittare per program, det lägsta tittarsnitt Filip och Fredrik haft under hela sin åttaåriga historia på Kanal 5. Drygt 40 000 tittare färre än duons tidigare bottensnitt – 2003 års första säsong av "High Chaparall" som lockade 223 000 i snitt under tio avsnitt. Filip och Fredriks karriärssnitt låg vid den här tidpunkten på 344 000 tittare.

## Kontroverser
PR-konsulten Stig-Björn Ljunggren tvingas lämna sitt uppdrag på Grayling efter att han var med och kommenterade turerna kring Ikeas grundare Ingvar Kamprad.